# Пименов, Руслан Валерьевич
Русла́н Вале́рьевич Пи́менов (род. 25 ноября 1981, Москва) — российский футболист, нападающий. Выступал за сборную России.

## Биография
Воспитанник СДЮШОР московского «Торпедо». Первый тренер — Анатолий Дегтярёв.
Выступал за московский «Локомотив» (1999—2004, 2005), французский «Мец», (2005, 2006), владикавказскую «Аланию» (2005). С 2007 по 2009 год — игрок московского «Динамо».
В 1998 году — в составе «Торпедо-ЗИЛ» Москва, но за главную команду, вышедшую в первый дивизион, не играл. В 1999 году перешёл в «Локомотив», играл за вторую команду во втором дивизионе, а за главную дебютировал 25 августа в ответной игре квалификационного раунда Кубка УЕФА против белорусского БАТЭ, выйдя на замену в московском матче. В том году сыграл ещё в 4 матчах высшего дивизиона (дебютировал 29 августа, выйдя на замену в домашнем матче против «Крыльев Советов») и ответном матче второго раунда Кубка УЕФА против английского «Лидс Юнайтед».
В 2000 году сыграл за «Локомотив» в чемпионате, кубке России и квалификации Лиги чемпионов, дебютировал за молодёжную сборную. Стал кандидатом на получение профессиональной российской футбольной премии «Стрелец» в номинации «Надежда».
В 2001 году был заявлен «Локомотивом» для участия в основном турнире Лиги чемпионов под 25-м номером.
В 2005 году был заявлен за «Локомотив». 8 июля отыграл первый тайм за дублирующий состав «Локомотива» в матче против «Спартака» (3:4), а уже на следующий день вышел на поле на 82-й минуте матча основных команд, «Локомотив» выиграл — 2:1. Этот матч стал последним для Пименова в основном составе «Локомотива», хотя он забил гол с пенальти в следующем своём матче за дубль — против «Москвы» 22 июля, открыв счёт, и был заменён после первого тайма («Локомотив» проиграл и тайм — 1:2, и весь матч — 2:4); более того, перед матчем следующего тура против ЦСКА, состоявшимся 30 июля, болельщики «Локомотива» вывесили на стадионе «Локомотива» баннер в поддержку Пименова, требуя выпустить его на поле. «Локомотив» выиграл тот матч — 3:2, а Пименов не попал даже в запас. Затем отыграл второй тайм в матче дублирующих составов «Рубин» — «Локомотив» — 0:1 (матч состоялся 5 августа), но после этого уже не играл и за дублёров, а 31 августа был отзаявлен из «Локомотива».
По словам Пименова, руководители «Меца», где он провёл первую половину 2005 года, хотели оставить его в команде и на вторую его половину. «Мец» вёл переговоры с «Локомотивом» в течение двух месяцев, рассматривая вариант не только аренды, но и выкупа трансфера игрока, однако в итоге Пименов был отдан в аренду владикавказской «Алании», где и играл до конца года. В 2006 году всё же вернулся в «Мец» и отыграл там ещё полгода — вновь не забив ни одного мяча, как до этого в «Меце» и «Алании». «Мец» выбыл из высшего эшелона французского футбола за три тура до конца чемпионата и в итоге занял последнее место в первенстве, а Пименов вернулся в расположение «Локомотива» в середине июня 2006 года и поначалу тренировался с дублем, но так и не был заявлен для участия в чемпионате, хотя до конца контракта оставалось ещё полгода. На «Локомотив» Руслан обиды не держал, по крайней мере в середине 2005 года, признавая, что, по-видимому, сам недорабатывал на тренировках, если не попадал в «Локомотиве» даже в запас.
В 2009 году, ещё будучи на контракте в московском «Динамо», находился на просмотре в «Химках», но не был принят в команду. В декабре 2009 года покинул клуб. Имея ряд предложений от клубов российского первого дивизиона, продолжил карьеру в минском «Динамо». Однако уже через месяц клуб по взаимному согласию расторг контракт. После этого у футболиста не было игровой практики, хотя он ездил на предсезонный сбор с «Уфой». В итоге завершил карьеру игрока в 29 лет из-за операций на колене и на сердце.

### Карьера в сборной
За сборную России сыграл 4 матча. За олимпийскую сборную России сыграл 1 матч. Участник чемпионата мира 2002 года.
Был в заявке юношеской сборной России на чемпионате Европы 1998 года, прошедшего в апреле в Шотландии, где сборная России не вышла из группы, заняв последнее место после ничьих с командами Израиля (1:1) и Хорватии (0:0), а также поражения от Украины (1:2). Выходил ли он на поле в этих матчах — неизвестно.

### После окончания карьеры
Посол РФС, эксперт «Матч ТВ». С 1 сентября 2024 года — заместитель директора по спортивной работе ФК «Орёл». 18 февраля 2025 года был назначен на должность заместителя генерального директора футбольного клуба «Крылья Советов». 23 июня 2025 года было объявлено об уходе Пименова со своего поста.

## Личная жизнь
Бывшая супруга — Гликерия Пименова. Дочь — Кристина (род. 2005), модель, актриса.

## Достижения
- Чемпион России (2): 2002, 2004
- Серебряный призёр чемпионата России (3): 1999, 2000, 2001
- Обладатель Кубка России (2): 1999/00, 2000/01
- Обладатель Суперкубка России: 2003

## Статистика
| Сезон   | Клуб               | Чемпионат       | Матчей | Голов |
| ------- | ------------------ | --------------- | ------ | ----- |
| 1999    | Локомотив (Москва) | Высший дивизион | 4      | 1     |
| 2000    | Локомотив (Москва) | Высший дивизион | 13     | 1     |
| 2001    | Локомотив (Москва) | Высший дивизион | 23     | 3     |
| 2002    | Локомотив (Москва) | Премьер-лига    | 18     | 7     |
| 2003    | Локомотив (Москва) | Премьер-лига    | 11     | 1     |
| 2004    | Локомотив (Москва) | Премьер-лига    | 14     | 4     |
| 2004/05 | Мец                | Лига 1          | 3      | 0     |
| 2005    | Алания             | Премьер-лига    | 6      | 0     |
| 2005    | Локомотив (Москва) | Премьер-лига    | 1      | 0     |
| 2005/06 | Мец                | Лига 1          | 7      | 0     |
| 2007    | Динамо (Москва)    | Премьер-лига    | 23     | 5     |
| 2008    | Динамо (Москва)    | Премьер-лига    | 0      | 0     |
| 2009    | Динамо (Москва)    | Премьер-лига    | 0      | 0     |
| 2010    | Динамо (Минск)     | Высшая лига     | 4      | 0     |